# العلاقات الفانواتية النيبالية
العلاقات الفانواتية النيبالية هي العلاقات الثنائية التي تجمع بين فانواتو ونيبال.

## مقارنة بين البلدين
هذه مقارنة عامة ومرجعية للدولتين:
| وجه المقارنة                                              | فانواتو                                  | نيبال                             |
| --------------------------------------------------------- | ---------------------------------------- | --------------------------------- |
| المساحة (كم2)                                             | 12.19 ألف                                | 147.18 ألف                        |
| عدد السكان (نسمة)                                         | 276.24 ألف                               | 29.40 مليون                       |
| الكثافة السكانية (ن./كم²)                                 | 22.66                                    | 199.76                            |
| العاصمة                                                   | بورت فيلا                                | كاتماندو                          |
| اللغة الرسمية                                             | اللغة البسلاما، لغة فرنسية، لغة إنجليزية | اللغة النيبالية                   |
| العملة                                                    | فاتو فانواتي                             | روبية نيبالية                     |
| الناتج المحلي الإجمالي (بليون دولار)                      | 862.88 مليون                             | 24.47 مليار                       |
| الناتج المحلي الإجمالي (تعادل القوة الشرائية) بليون دولار | 790.76 مليون                             | 70.20 مليار                       |
| الناتج المحلي الإجمالي الاسمي للفرد دولار أمريكي          | 2.81 ألف                                 | 743                               |
| الناتج المحلي الإجمالي للفرد دولار أمريكي                 | 3.03 ألف                                 | 2.37 ألف                          |
| مؤشر التنمية البشرية                                      | 0.594                                    | 0.548                             |
| رمز المكالمات الدولي                                      | +678                                     | +977                              |
| رمز الإنترنت                                              | .vu                                      | .np                               |
| المنطقة الزمنية                                           | ت ع م+11:00                              | UTC+05:45، التوقيت الموحد لنيبال ‏ |

## منظمات دولية مشتركة
يشترك البلدان في عضوية مجموعة من المنظمات الدولية، منها:
| علم المنظمة | اسم المنظمة                        | تاريخ انضمام فانواتو | تاريخ انضمام نيبال |
| ----------- | ---------------------------------- | -------------------- | ------------------ |
|             | مؤسسة التنمية الدولية              | 28 سبتمبر 1981       | 6 مارس 1963        |
|             | منظمة التجارة العالمية             | ?                    | ?                  |
|             | مؤسسة التمويل الدولية              | 28 سبتمبر 1981       | 7 يناير 1966       |
|             | منظمة حظر الأسلحة الكيميائية       | ?                    | ?                  |
|             | الأمم المتحدة                      | 15 سبتمبر 1981       | 14 ديسمبر 1955     |
|             | البنك الدولي للإنشاء والتعمير      | 28 سبتمبر 1981       | 6 سبتمبر 1961      |
|             | الاتحاد البريدي العالمي            | ?                    | ?                  |
|             | وكالة ضمان الاستثمار متعدد الأطراف | 27 يوليو 1988        | 9 فبراير 1994      |
|             | بنك التنمية الآسيوي                | 1981                 | 1966               |
|             | يونسكو                             | 10 فبراير 1994       | 1 مايو 1953        |

## وصلات خارجية
- موقع وزارة الخارجية النيبالية